# انگم سیاه
اَنگُم سیاه (نام علمی: Nyssa sylvatica) نام یک گونه از سرده درخت مرداب است.